# 閨怨詩

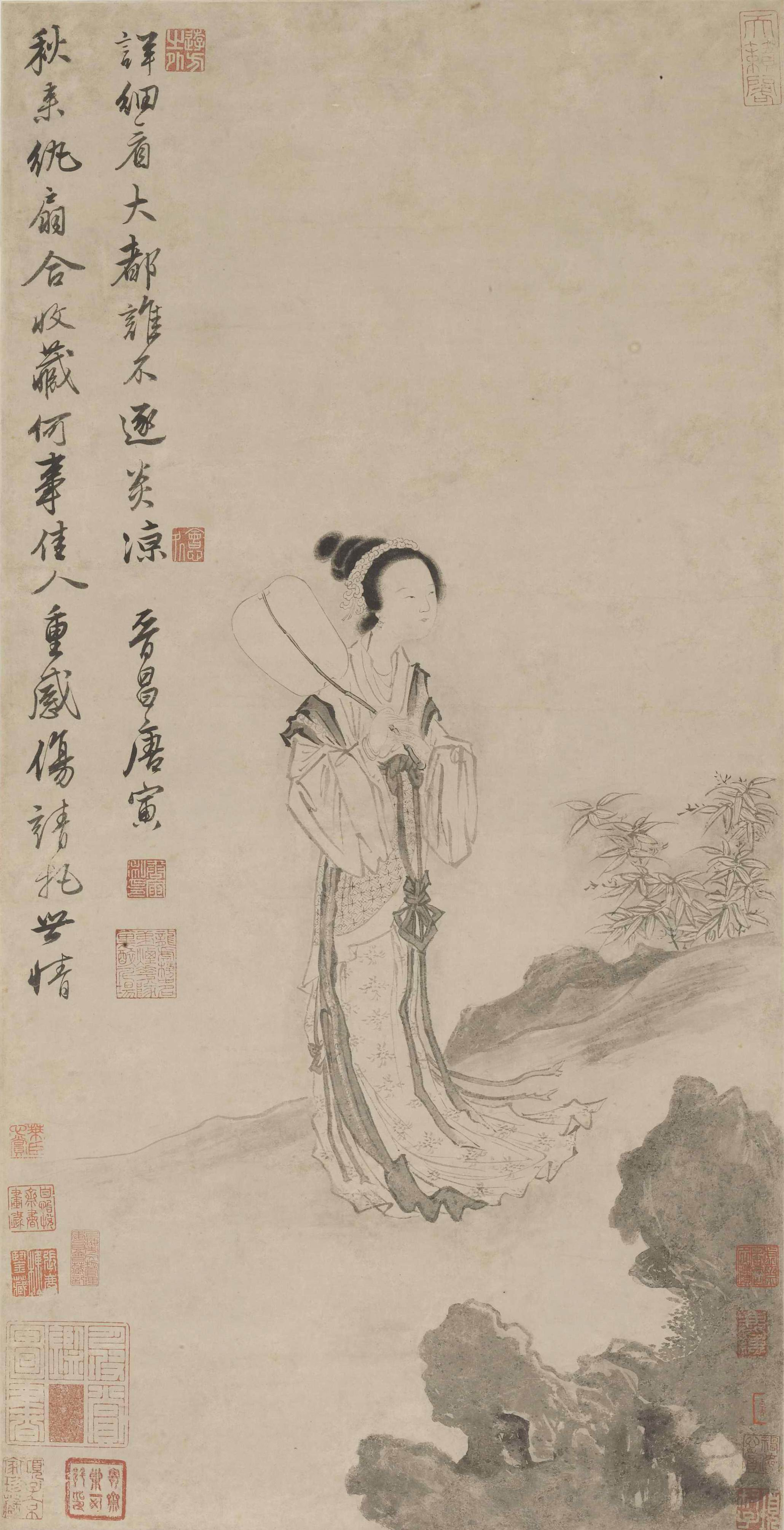
取意於閨怨詩的唐寅《秋風紈扇圖》

閨怨詩，中國古代詩歌類型之一，以獨守家中的女子為題材，抒寫其對遠行丈夫的思慕與悲傷之情，多出自男性手筆。有些閨怨詩別有寄意，諷喻自己不受君王重用。明代以後，閨怨詩的主題轉化於繪畫之中。

## 主題
閨怨詩是唐詩常見主題之一:292，詩中女子因丈夫或愛人遠行日久，獨守空閨，痴想對方，情致溫婉纏綿:176，抒發思慕與不滿之情。閨怨詩主要出自男性手筆:59，模擬女子的語氣:176。樂府詩中，閨怨性詩題有怨詩怨歌怨歌行之類:87。李白的閨怨詩玉階怨寫得玲瓏剔透：
玉階生白露，夜久侵羅襪。卻下水晶簾，玲瓏望秋月。:39
有些閨怨詩提及丈夫的征戍:299，含有邊塞詩要素，如王昌齡閨怨：
閨中少婦不知愁，春日凝妝上翠樓，忽見陌頭楊柳色，悔教夫婿覓封侯。:292-293
李白秋思　其二詩題雖屬閨怨，大部份內容卻是描寫邊塞，以邊塞景物強調閨怨的悲傷:294。有些閨怨詩另有寄寓，作者因政治上不得志，透過閨怨詩表達對君王的忠心，希望得到提拔:177。此傳統始自屈原《離騷》，詩人以棄婦比喻逐臣，以失寵女子的語氣埋怨被楚王疏離，將君臣關係比作男女關係。

## 影響
閨怨詩影響了中國繪畫，明代唐寅率先把閨怨詩傳統帶入仕女畫中，其《秋風紈扇圖》取意於樂府詩怨歌行，寄託自己潦倒不幸的憤懣。中國閨怨詩影響了日本和歌，嵯峨天皇敕撰漢詩集《文華秀麗集》中有閨怨詩十多首，風格與中國南朝樂府詩相似。